# Rudolf Reichling
Rudolf Reichling (Zúrich, 23 de septiembre de 1924-Stäfa, 23 de noviembre de 2014) fue un deportista suizo que compitió en remo.
Participó en los Juegos Olímpicos de Londres 1948, obteniendo una medalla de plata en la prueba de cuatro con timonel. Ganó una medalla de bronce en el Campeonato Europeo de Remo de 1947.

## Palmarés internacional
| Juegos Olímpicos   | Juegos Olímpicos      | Juegos Olímpicos  | Juegos Olímpicos   |
| Año                | Lugar                 | Medalla           | Prueba             |
| ------------------ | --------------------- | ----------------- | ------------------ |
| 1948               | Londres (Reino Unido) | Medalla de plata  | Cuatro con timonel |
| Campeonato Europeo |                       |                   |                    |
| Año                | Lugar                 | Medalla           | Prueba             |
| 1947               | Lucerna (Suiza)       | Medalla de bronce | Ocho con timonel   |